# Peace of Mind/The Candle Burns
Peace of Mind (conosciuto anche come  Piece of Mind o The Candle Burns) è il titolo dato a un brano musicale di origine sconosciuta di un artista ignoto che è stato attribuito presumibilmente ai Beatles come registrazione bootleg del 1967 circa. La canzone ha la qualità del suono di una demo prodotta in casa e si suppone che sia stata recuperata da un cassonetto della spazzatura presso la sede centrale della Apple Corps nel 1970.

## Storia
La canzone è apparsa per la prima volta accreditata come Peace of Mind su dischi pirata di materiale dei Beatles nel 1973, intitolati Peace of Mind e Supertracks, entrambi pubblicati dall'etichetta ContraBand Music. Nel corso del decennio successivo il pezzo è stato incluso in più di una dozzina di bootleg, a volte utilizzando il titolo The Candle Burns.
Si conoscono poche o nessuna informazione sulla canzone, ma una teoria molto popolare era che la registrazione fosse stata "trovata nel cestino della spazzatura alla Apple nel 1970".

### Possibile origine Beatles
Nella discografia dei Beatles All Together Now del 1975, la canzone è classificata come outtake di studio dei Beatles di metà 1967 con "testi intriganti intrecciati attorno a cambi di ritmo molto complicati." Speculazioni successive suggerirono che si trattasse di un demo registrato a casa, presumibilmente da John Lennon con George Harrison e forse Paul McCartney, utilizzando un registratore a nastro Brenell di proprietà di ciascun Beatle. La data di registrazione è stata collocata al 1966 (riflettendo la psichedelia iniziale di alcune canzoni di Revolver) o al 1968 (sulla base delle somiglianze con lo stile chitarristico di Dear Prudence). Se il testo viene interpretato come la descrizione di un'esperienza con LSD, la frase del testo «lately has been banned» ("più tardi è stato bandito") colloca l'origine del brano non prima dell'agosto del 1966, quando l'LSD divenne una droga illegale proibita in Gran Bretagna.
Prove di un collegamento con i Beatles includono la traccia vocale nella canzone, la strumentazione, il contenuto del testo, e le tecniche di registrazione. Le due voci principali che si sentono cantare nel brano sono "credibilmente simili a quelle di George e John", mentre altri avrebbero percepito anche la voce di Paul nelle armonizzazioni a tre voci. In aggiunta allo stile di chitarra alla Dear Prudence, verso la fine del pezzo si sinte il suono di un sitar, uno dei strumenti preferiti da Harrison. Dal punto di vista del testo, la canzone ricorda altre produzioni di Lennon di quell'epoca, come Tomorrow Never Knows e She Said She Said, sebbene anche Harrison sia stato menzionato come possibile autore. Infatti, nel bootleg Day Tripping, la canzone viene attribuita a Harrison (con il possibile coinvolgimento di Donovan, Mike Love e altri) e le viene dato il titolo Pink Litmus Shirt, un riferimento alla falsa canzone dei Beatles Pink Litmus Paper Shirt.
La canzone utilizza tecniche di registrazione utilizzate nel lavoro in studio dai Beatles. Il brano inizia con un ronzio e un arrangiamento di vocaboli cantati che vengono sovraincisi al contrario. Poco prima della fine della seconda strofa, si usa il vari-speed per aumentare l'intonazione e il tempo. Il vari-speed viene usato di nuovo verso la fine della terza strofa, e una parte del testo venne sovraincisa al contrario sulla coda strumentale.
Molti esperti di registrazioni inedite dei Beatles sono scettici circa l'autenticità della registrazione. Sia Mark Lewisohn (The Complete Beatles Chronicle) sia Doug Sulpy (The 910's Guide to The Beatles' Outtakes) la ignorarono completamente nei loro libri. Richie Unterberger (The Unreleased Beatles: Music & Film) ammette una leggera possibilità di un'origine beatlesiana, affermando: "A meno che non venga scoperta qualche prova sorprendente, si deve presumere che Peace of Mind non sia dei Beatles, anche se non senza ombra di dubbio." A John Winn, autore di svariati libri che documentano le incisioni in studio dei Beatles, fu chiesta la sua opinione circa la canzone ed egli rispose: «L'unica cosa sorprendente è che così tante persone credono ancora che possa avere un collegamento con i Beatles, nonostante non sia emersa alcuna prova di un tale titolo nel registro dei nastri della EMI, nell'archivio di casa di Lennon, nelle 80 ore di sessioni di Get Back, nei registri dei diritti d'autore, in qualsiasi documentazione scritta o in qualsiasi intervista (a Paul, Ringo e George Martin fu chiesto di Peace of Mind e/o The Candle Burns e non ricordavano nulla a proposito). Scommetterei tutta la mia collezione che non è una registrazione dei Beatles».

### Altre possibili origini
Sono state proposte numerose altre teorie sull'origine della canzone. Alcuni l'hanno definita "semplicemente il prodotto di qualche bootlegger strafatto con un registratore e troppo tempo libero". Altri l'hanno considerata una demo del defunto Syd Barrett, membro fondatore dei Pink Floyd, e perciò la canzone appare persino in alcuni bootleg di materiale dei Pink Floyd. Si è anche ipotizzato che la canzone sia opera dei The Pretty Things, che, come i Pink Floyd, stavano registrando negli Abbey Road Studios nel 1967 mentre i Beatles erano lì a registrare Sgt. Pepper's Lonely Hearts Club Band.
Una teoria suggerisce che, anziché essere stata trovata "nella spazzatura" della Apple, la canzone fosse in realtà un brano scartato del gruppo scozzese Trash che registrò per la Apple Records. Infine, poiché la Apple fu inondata di nastri demo dopo una campagna pubblicitaria del 1968, potrebbe essere proprio ciò che ci si aspetterebbe dalla spazzatura della Apple Records: un provino scartato di una delle innumerevoli band promettenti ma che non ce la fecero mai, i cui membri abbandonarono le loro aspirazioni musicali molto prima che il brano diventasse pubblico.